# Orchis pourpre
Orchis purpurea
Espèce
Statut CITES
Statut de conservation UICN

 LC  : Préoccupation mineure
Classification phylogénétique
L'Orchis pourpre (Orchis purpurea) ou Petite demoiselle est une espèce de plantes herbacées vivaces de la famille des Orchidacées assez commune en Europe, que l'on rencontre aussi en Afrique du Nord, en Turquie et au Caucase. Elle est nommée « Pentecôte » dans l'Ouest de la France.

## Description
C'est une plante robuste pouvant atteindre une hauteur de 80 cm, mais plus généralement haute de 30 à 40 cm.
Ses feuilles, vert uni, luisantes sur leur face supérieure, pouvant atteindre 15 cm de long, forment une rosette à la base de la plante.
Au sommet d'une longue tige, elle porte de nombreuses fleurs pourpres à violacées dont le labelle évoque plus ou moins les bras et la robe d'une femme. Le casque de la fleur rouge-brun, contraste avec le labelle clair mais ponctué de pourpre,.
Sa floraison a lieu de mars à juin.

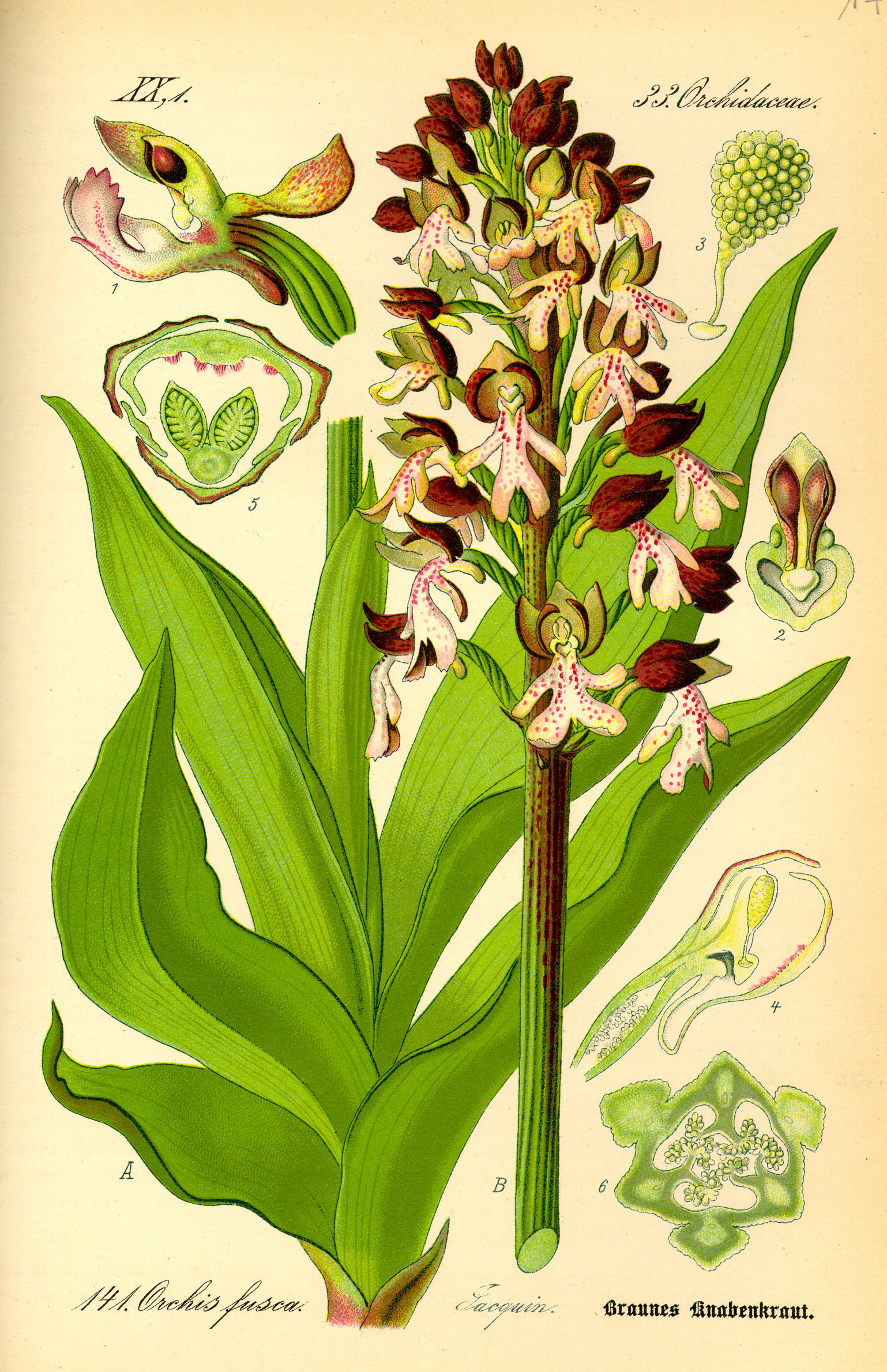
Planche botanique
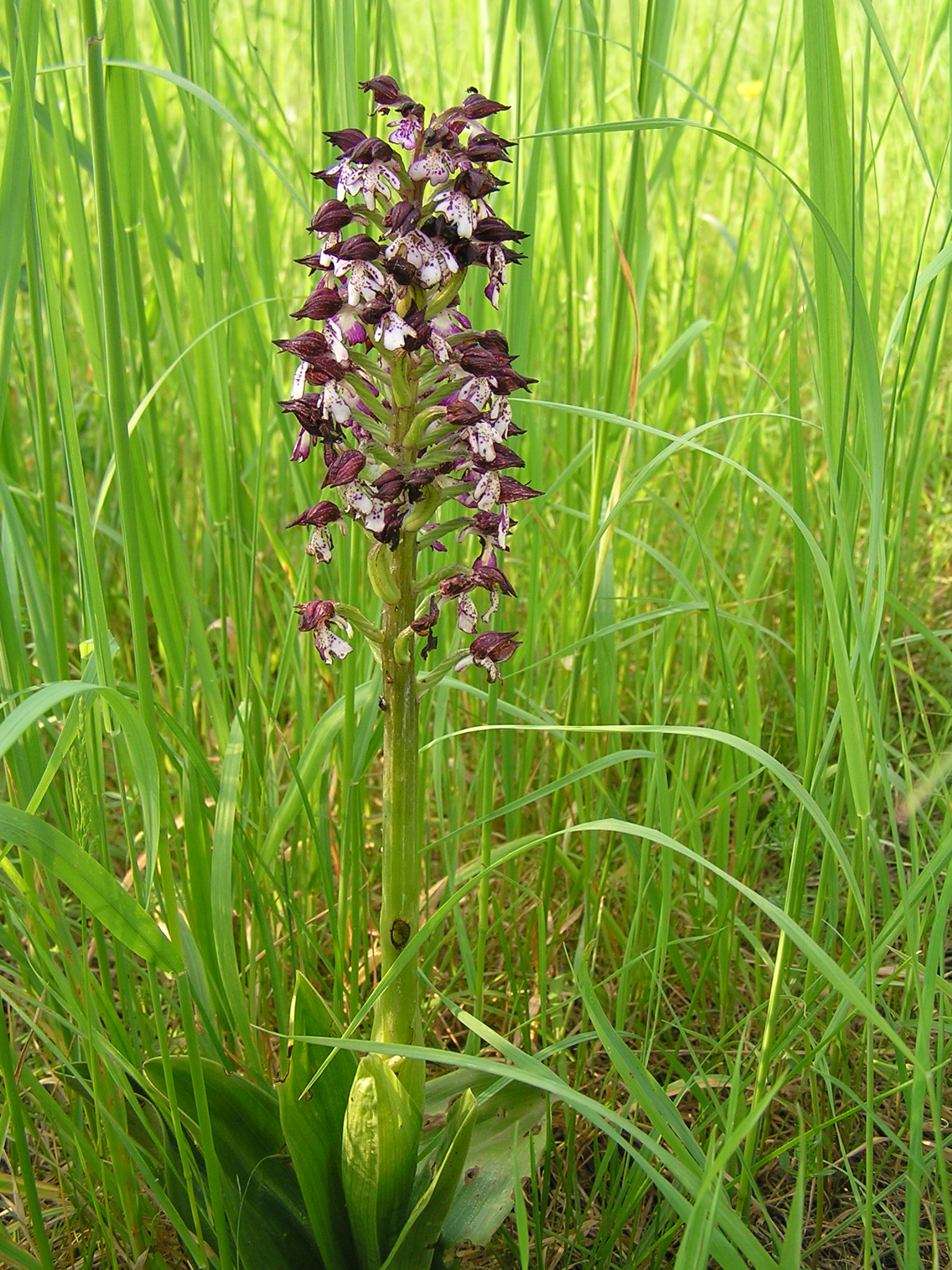
Orchis purpurea: vue générale
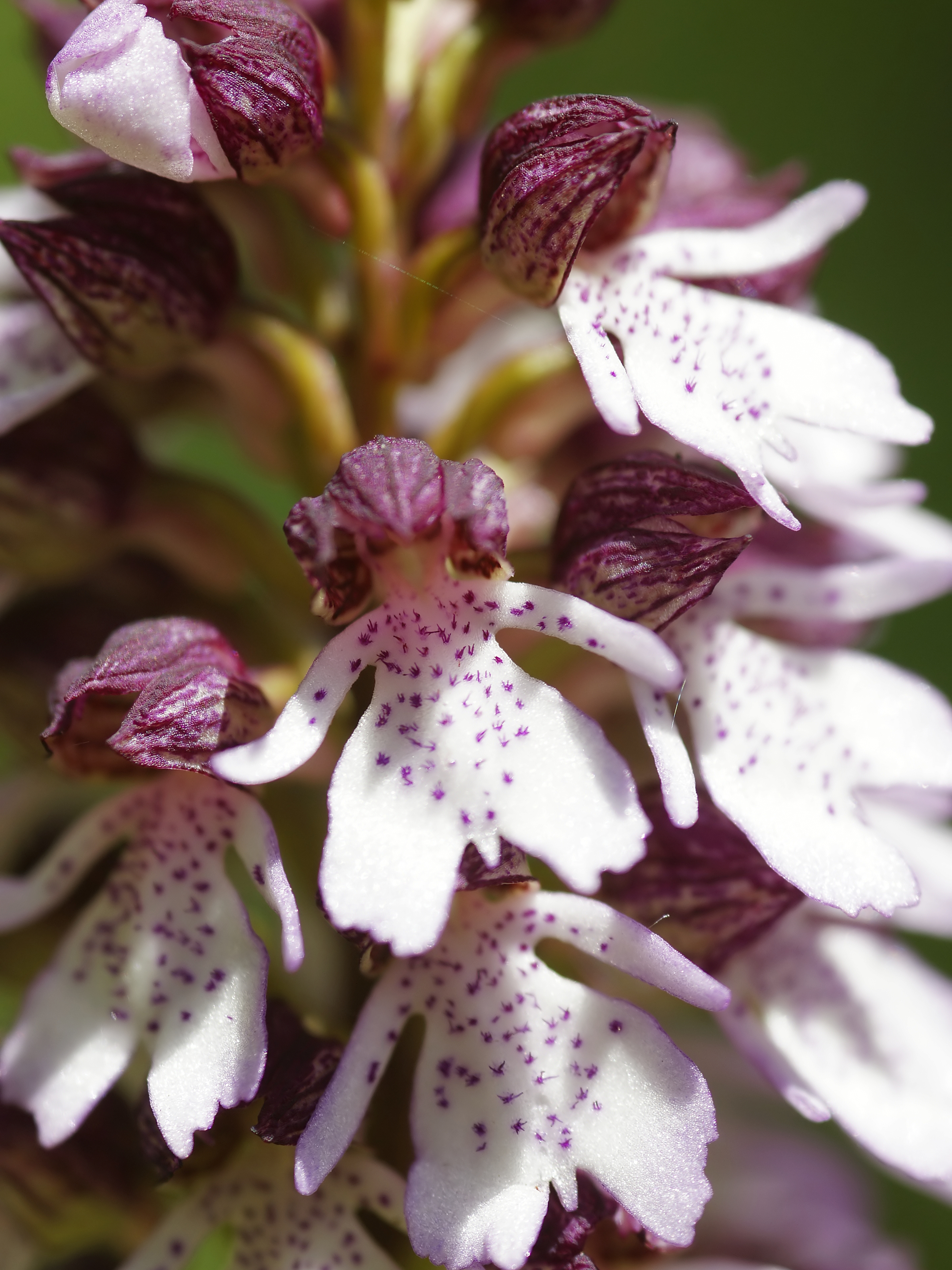
Fleurs d'Orchis purpurea
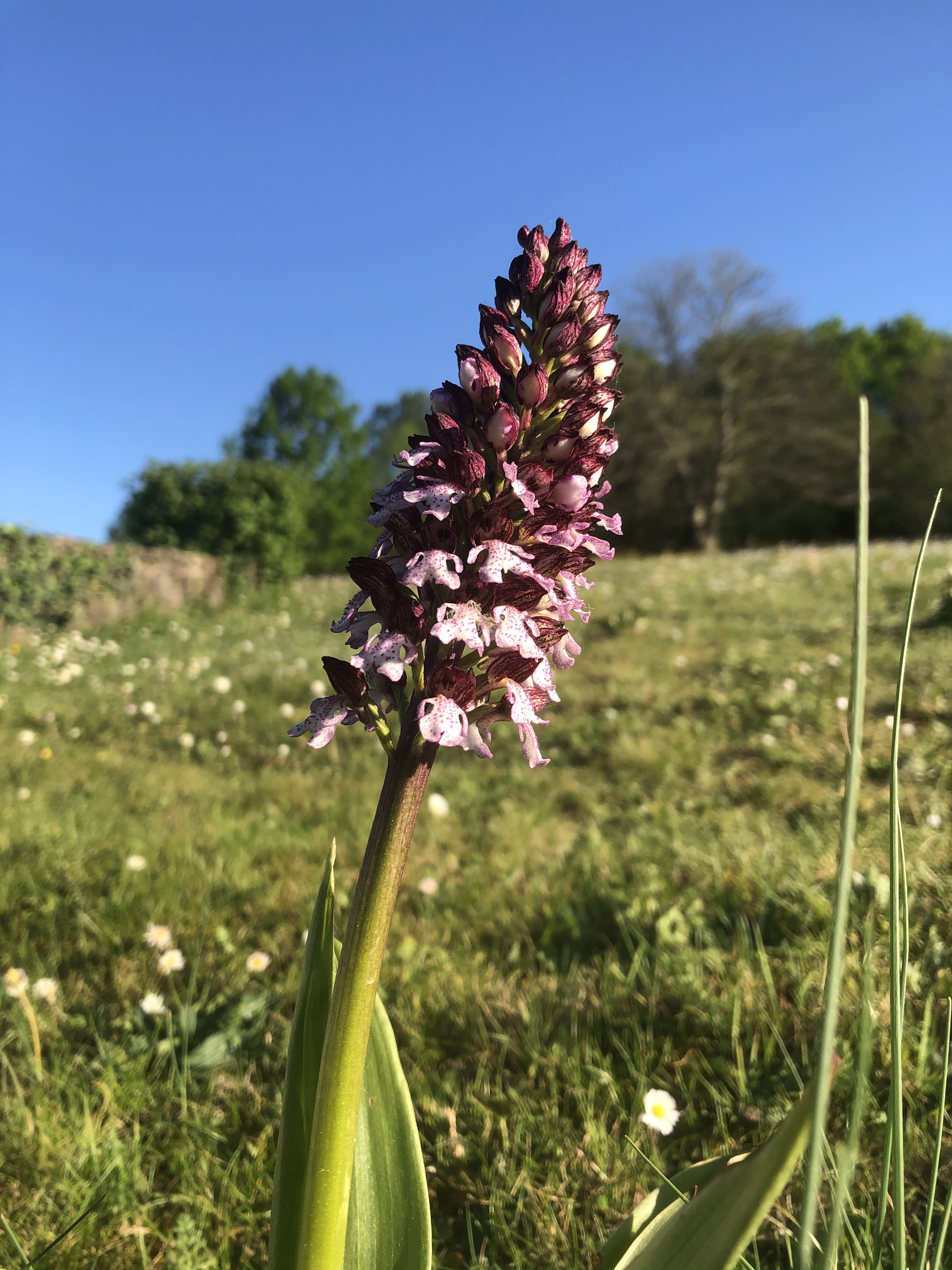
autre vue d'ensemble d'un orchis pourpre

## Habitat
Elle pousse sur les pelouses calcaires ensoleillées mais se rencontre aussi dans les bois clairs où l'épi floral, par manque de soleil, s'allonge et devient plus lâche.

## Répartition
On la trouve dans toute la France (sauf en Bretagne et dans l'ouest de la Normandie) et en Belgique, dans le district mosan, notamment à la montagne Saint-Pierre, dans la province de Liège.

## Hybrides

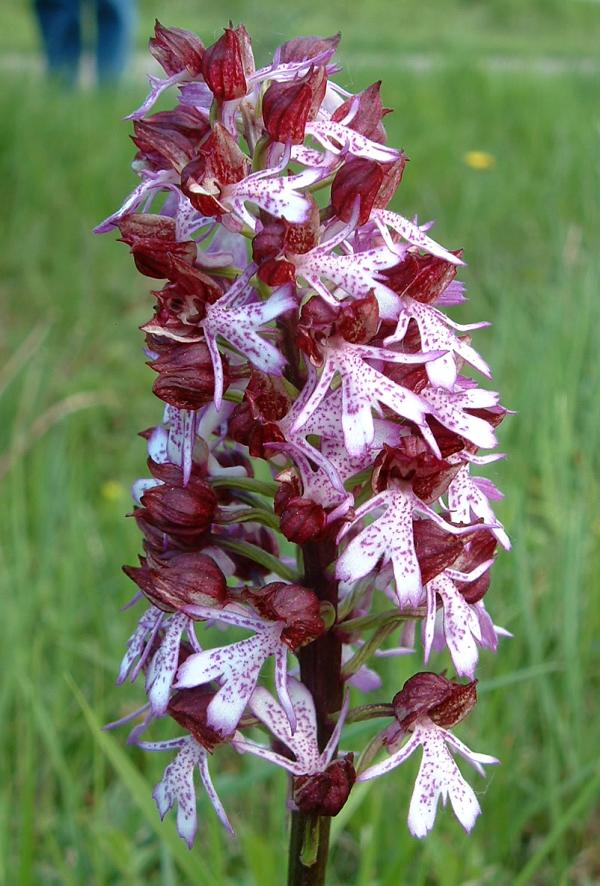
Orchis purpurea, variété claire à labelle étroit (x hybride?)

L'orchis pourpre et l'orchis militaire qui sont du même genre s'hybrident assez fréquemment et forment des populations aux fleurs au labelle très découpé mais de couleur proche de celle de l'orchis pourpre. C'est l'Orchis ×hybrida (Lindl.) Boenn. ex Rchb. (1830)
L'hybridation avec l'orchis singe (Orchis simia) donne Orchis × angusticruris Franch. ap. Humick 1876
On considérait Orchiaceras comme le résultat d'une hybridation intergénérique (entre genres autrefois différents).
Ainsi × Orchiaceras melsheimeri Rouy 1912 était considéré comme l'hybride intergénérique entre l'homme-pendu Aceras anthropophorum (syn. actuel Orchis anthropophorum) et l'orchis pourpre.

## Vulnérabilité
L'espèce est classée "LC" : Préoccupation mineure.
Elle est protégée en région Franche-Comté.